# HD 1279
HD 1279，又名BD+47 50，SAO 36236、HR 62，是一颗恒星，视星等为5.89，位于銀經117.01，銀緯-14.53，其B1900.0坐标为赤經0h 11m 52.3s，赤緯+47° -14.53′ 31″。